# Elatostema gillespiei
Elatostema gillespiei är en nässelväxtart som beskrevs av Albert Charles Smith. Elatostema gillespiei ingår i släktet Elatostema och familjen nässelväxter. Inga underarter finns listade i Catalogue of Life.